# Lincolnův tunel
Lincolnův tunel je tunel pod řekou Hudson spojující ostrov Manhattan v New Yorku s Jersey City ve státě New Jersey. Je tvořen třemi tubusy, které slouží pro silniční dopravu. V každém tubusu jsou dva jízdní pruhy a světlá výška každého z nich je 4,1 m a šířka je 6,6 m. Délka severního tubusu je 2281 m, centrálního 2504 m a jižního 2440 m. Denně jimi projede téměř 120 000 vozidel, což z něj dělá jeden z nejfrekventovanějších silničních tunelů světa. Za průjezd se platí mýtné 8 dolarů v dopravní špičce a 6 dolarů mimo špičku.

## Historie
Stavba prvního (prostředního) tubusu začala v roce 1934. Dne 22. prosince 1937 byl uveden do provozu. Druhý (severní) tubus byl otevřen 1. února 1945. Třetí (jižní) tubus byl otevřen 25. května 1957.
Ražba tunelu probíhala pomocí štítů a kesonů. Ostění se stavělo z ocelových bloků, kterých byl na střední tunel použito 2370. Při výstavbě prvního tunelu bylo také vytěženo 21000m3 hornin. Ražba prvního tunelu probíhala v dubnu-prosinci 1935, ražba druhého v srpnu-květnu 1937-38, ovšem v letech 1938-41 stavba stála a obnovena byla až v roce 1941 na naléhání americké armády pro výstavbu strategického tunelu. Otevřen byl kvůli problémům až po téměř čtyřech letech.
Ražba třetího tubusu byla zahájena v říjnu 1954, ovšem stavbu provázelo množství problémů a celý tunel byl proražen až 28. června 1956. 